# Kristina Clonan
Kristina Clonan (Maryborough, 13 april 1998) is een Australisch baanwielrenster.

## Carrière
Op de weg werd Clonan in 2015 Oceanisch kampioene bij de junioren, ze versloeg onder andere Tori Saunders. In 2018 finishte Clonan als derde op het nationale kampioenschap op de weg voor beloften, ze moest enkel Alexandra Manly en Josie Talbot voor zich laten. In 2019 reed Clonan op de weg namens de nationale selectie nog Dwars door de Westhoek, maar verscheen nadien niet meer in professionele wegwedstrijden. Op de baan startte Clonan op achttienjarige leeftijd bij vier onderdelen op de Oceanische kampioenschappen baanwielrennen, maar ze won hier geen medailles. In 2017 was het voor het eerst raak; ze won goud bij de koppelkoers met Macey Stewart. Datzelfde jaar won Clonan ook tweemaal zilver een een bronzen medaille. Tevens nam ze voor het eerst deel aan de WK; bij de scratch eindigde ze als negende. Tussen 2020 en 2023 won ze viermaal goud bij de sprint op de Australische kampioenschappen. Daarnaast won ze tussen 2020 en 2022 ook goud bij de keirin en de 500 meter tijdrit. Per 2022 verscheen ze na enkele jaren van afwezigheid weer op de Oceanische kampioenschappen en de WK, op beide kampioenschappen won ze meerdere medailles. Bij de Gemenebestspelen 2022 won ze goud bij de tijdrit, de Canadees Kelsey Mitchell reed de tweede tijd achter Clonan.

## Palmares

### Baanwielrennen
| Jaar | AK                                                                 | OK                                                                                         | WK                                   | Overige                                                                                    |
| ---- | ------------------------------------------------------------------ | ------------------------------------------------------------------------------------------ | ------------------------------------ | ------------------------------------------------------------------------------------------ |
| 2016 |                                                                    | 5e koppelkoers 7e achtervolging 8e puntenkoers 9e scratch                                  |                                      |                                                                                            |
| 2017 | koppelkoers · scratch · puntenkoers · 4e achtervolging · 6e omnium | koppelkoers · ploegenachtervolging · puntenkoers · achtervolging · 5e omnium · 10e scratch | 9e scratch                           |                                                                                            |
| 2018 | koppelkoers · puntenkoers · scratch · 4e omnium · 9e achtervolging | ploegenachtervolging · 4e omnium                                                           |                                      | WB Saint-Quentin: · ploegenachtervolging                                                   |
| 2019 | koppelkoers · puntenkoers · 10e scratch                            |                                                                                            |                                      |                                                                                            |
| 2020 | keirin · sprint · tijdrit                                          |                                                                                            |                                      |                                                                                            |
| 2021 | keirin · sprint · tijdrit                                          |                                                                                            |                                      |                                                                                            |
| 2022 | keirin · sprint · tijdrit                                          | tijdrit · keirin · sprint · teamsprint                                                     | 5e tijdrit 13e keirin 14e sprint     | Gemenebestspelen: · tijdrit · 4e teamsprint · 6e sprint · 8e keirin · NC Milton: · tijdrit |
| 2023 | sprint · 7e keirin                                                 | keirin · teamsprint · tijdrit · sprint                                                     | tijdrit · 7e keirin · 13e sprint     |                                                                                            |
| 2024 | keirin · 4e sprint                                                 | keirin · sprint · tijdrit                                                                  | teamsprint · 6e tijdrit · 13e keirin | Olympische Spelen: 12e sprint 16e keirin                                                   |

### Wegwielrennen
2015
 Oceanisch kampioene op de weg, junioren
 Oceanisch kampioenschap tijdrijden, junioren
2018
 Australisch kampioenschap op de weg, beloften